# Plus 8
Plus 8 Records Ltd. (souvent abrégé en Plus 8 ou +8) est un label de musique électronique canadien fondé par Richie Hawtin et John Acquaviva en mai 1990.

## Historique

### Genèse et premiers succès
Plus 8 est né en 1990 de l'association de Richie Hawtin et John Acquaviva, initialement pour sortir leurs propres compositions car ils ne parvenaient pas à faire éditer leurs morceaux par les labels techno de Détroit,.
John s'est alors endetté grâce à son autorisation de découvert, à hauteur de 5 000 dollars (la limite autorisée), afin de financer la création du label et surtout le pressage des masters.
Cette prise de risque paie rapidement. Ainsi la troisième sortie de Plus 8, Technarchy de Cybersonik (trio formé par Richie, John ainsi que Dan Bell), devient un tube underground avec environ 20 000 exemplaires vendus. Toujours en 1990, c'est Speedy J qui connaît le succès puisqu'il se retrouve classé dans les 40 meilleures ventes aux Pays-Bas.

## Sous-labels
- Concept
- Definitive Recordings
- Probe Records
- Vapour Space

## Discographie partielle
- PLUS8001 L - States Of Mind - Elements Of Tone (12")
- PLUS8002 - Kenny Larkin - We Shall Overcome (12")
- PLUS8003 - Cybersonik - Technarchy (12")
- PLUS8004 - F.U.S.E. - Approach & Identify (12")